# Per Hallström

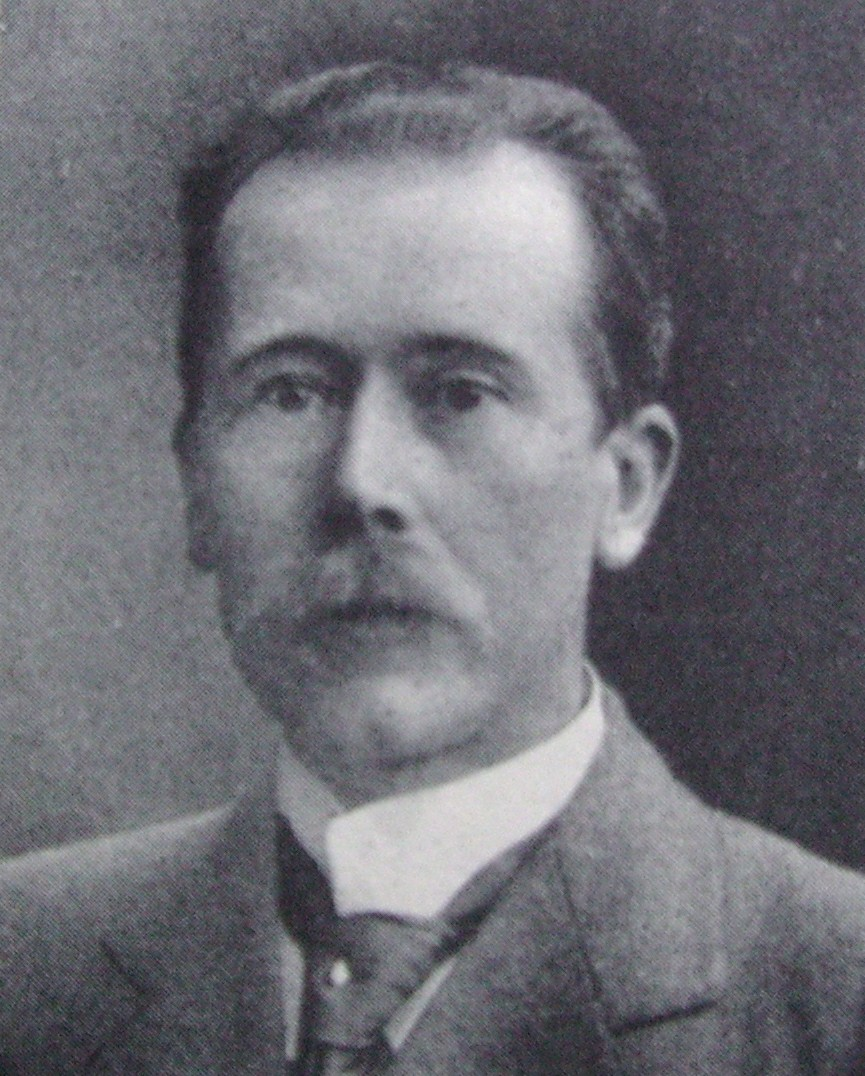
Hallström, 1936

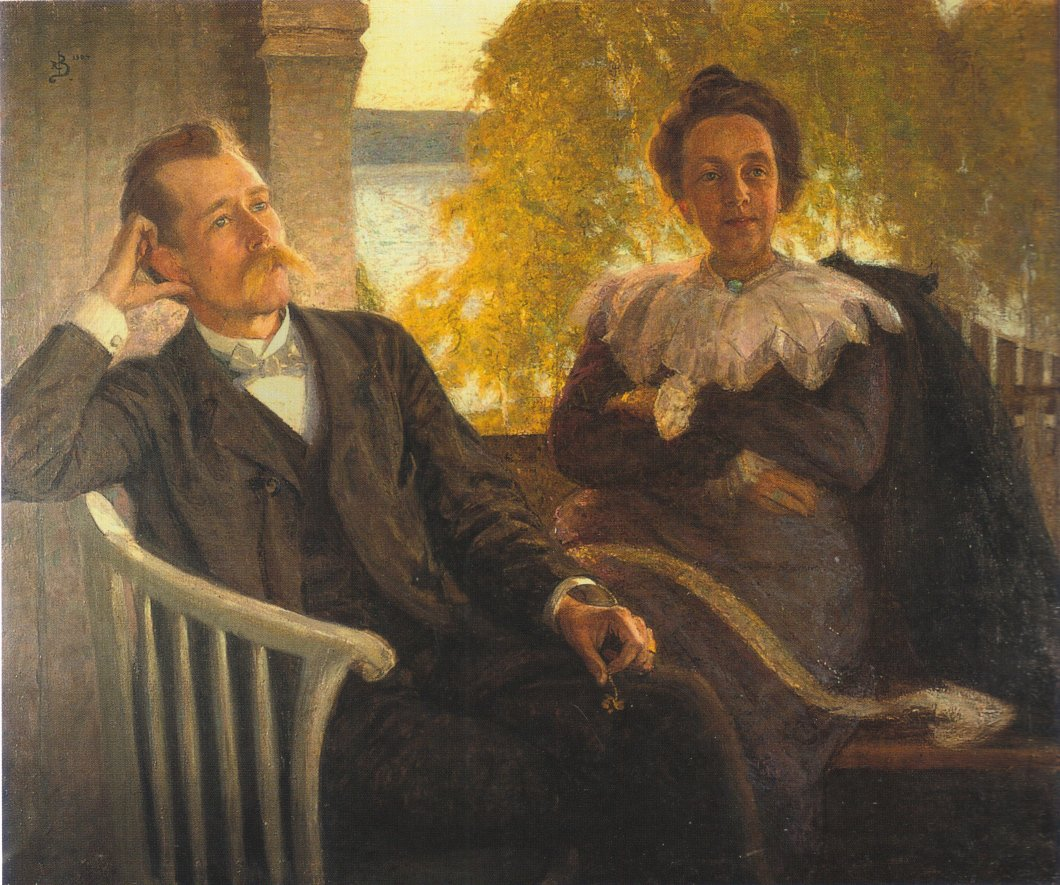
De schrijver met zijn vrouw in 1904

Per August Leonard Hallström (Stockholm, 29 september 1866 – Nacka, 18 februari 1960) was een Zweeds impressionistisch schrijver en burgerlijk ingenieur. 
Vanaf 1908 was hij lid van de Zweedse Academie, als opvolger van Carl Rupert Nyblom op zetel 14. Hij was  er Permanent Secretaris van 1931 tot 1941. In 1925 was hij voorzitter van het comité voor de toekenning van de Nobelprijs voor de Literatuur. Per was de grootvader van Anders Hallström, ook schrijver.